# Sveto Dijete Cebúa
Sveto Dijete Cebúa (špa.:  Santo Niño de Cebu) je kip Djeteta Isusa, kojeg mnogi filipinski vjernici smatraju čudesnim.
Vjeruje se, da je najstariji vjerski predmet na Filipinima. Portugalski istraživač Ferdinand Magellan dao je kip na dar Lady Humamay, supruzi radže Humabona 1521. godine. Oni su prihvatili španjolsku vlast i prešli na kršćanstvo. Magellan nije izravno dao kip, nego je posrednik bio Talijan Antonio Pigafetta, koji je bio u Magellanovoj posadi. Uz kip, Magellan je darovao kip Gospe od utočišta (najstarija marijanska slike na Filipinima) i poprsje kipa Ecce Homo, koji je sačuvan.
Kip Sveto Dijete Cebúa nalazi se u mnogim domovima i poslovnim prostorima diljem Filipina. Original se čuva bazilici Svetog Djeteta u filipinskom gradu Cebu, po kojem se i zove. Spomendan kipa liturgijski se slavi svake treće nedjelje u siječnju, tijekom čega se događaju procesije kipa uz proslave s pjesmom i plesom.
Kip je jedan od najomiljenijih i najprepoznatljivih kulturnih i vjerskih simbola na Filipinima.